# Jack Guy Lafontant
Jack Guy Lafontant (nascido em 4 de abril de 1961) é um político haitiano que atuou como primeiro-ministro de seu país de 21 de março de 2017 até 16 de setembro de 2018.

## Juventude e educação
Lafontant estudou medicina, especializando-se em gastroenterologia e medicina interna e tornou-se instrutor universitário. Tornou-se membro da Associação Médica Haitiana e do Colégio Americano de Gastroenterologia.

## Carreira
Lafontant é sócio do Rotary Club de Pétion-Ville, em Porto Príncipe, onde atuou como presidente em 2016.
Foi nomeado primeiro-ministro no dia 22 de fevereiro de 2017 e apresentou seu gabinete de governo em 13 de março do mesmo ano. Seu governo obteve um voto de confiança do Senado em 16 de março e da Câmara dos Deputados em 21 de março, com 95 votos a favor, seis contra e dois abstenções. Assumiu suas responsabilidades no mesmo dia em que seu governo obteve o voto de confiança. Seu cargo como primeiro-ministro é sua estreia na vida política.
Após protestos em massa contra um plano do governo para aumentar os preços dos combustíveis, Lafontant anunciou em 14 de julho de 2018 que havia apresentado sua renúncia ao presidente Jovenel Moïse, que o aceitou. Moïse confirmou que aceitou a renúncia de Lafontant e declarou que iria trabalhar para encontrar um novo primeiro-ministro. Na verdade, ele atua como zelador.